# Уга Буга
Уга Буга (англ. Ooga Booga) — американський фільм жахів 2013 року.

## Сюжет
Зайшовши ввечері до магазину, чорношкірий студент Девін став свідком пограбування і вбивства. Девін викликав поліцію, але поліцейський, що приїхав вбиває його як підозрюваного. Однак у хлопця був при собі подарунок від друга — лялька тубільця на ім'я Уга Бугу. У цю ляльку і переселилася душа Девіна, що жадає помсти.

## У ролях
- Карен Блек — місіс Еллардайс
- Грегорі Блер — директор
- Сіарра Картер — Донна
- Патрік Голдер — Зеро
- Чарльз Гатчинс — Бум
- Даллас Джеймс — злий сусід
- Стейсі Кіч — суддя Маркс
- Корі Макінтош — офіцер Бенні
- Меддокс — Скіз
- Том Массманн — Бонер
- Грегорі Нібель — офіцер Вайт
- Кайл Куесной — клерк
- Боб Рамос — Уга, озвучка
- Ченс А. Рірден — Гамбо
- Сірі — Сканк
- Ембер Страусер — Пеггі С'ю
- Вейд Форрест Вілсон — Девін